# Pseudanostirus tigrina
Pseudanostirus tigrina is een keversoort uit de familie kniptorren (Elateridae). De wetenschappelijke naam van de soort is voor het eerst geldig gepubliceerd in 1901 door Fall.